# Perša Liha 2003-2004
La Perša Liha 2003-2004 è stata la 13ª edizione della seconda serie del campionato ucraino di calcio. La stagione è iniziata il 18 luglio 2003 ed è terminata il 18 giugno 2004.

## Stagione

### Novità
Al termine della passata stagione, sono salite in Vyšča Liha Zirka e Borysfen. Sono retrocesse in Druha Liha Vinnycja, Prykarpat'e Ivano-Frankivs'k e Sokil Lviv. Sono salite dalla Druha Liha LUKOR Kaluš, Zorja e Nafkom-Akademija Irpin.
Dalla Vyšča Liha 2002-2003 è retrocesso il Metalist.
A causa della mancata iscrizione al campionato del Polihraftechnika Oleksandrija (ritiratosi nel corso della scorsa stagione in Vyšča Liha), il Vinnycja è stato riammesso. Successivamente, la dirigenza del LUKOR Kaluš acquisisce titolo sportivo e denominazione del Prykarpat'e Ivano-Frankivs'k, consentendo a quest'ultima di giocare nuovamente in Perša Liha, con la denominazione di Spartak Ivano-Frankivs'k.
Prima dell'inizio della stagione, il Krasyliv ha cambiato nome in Krasyliv-Obolon. Nel corso della pausa invernale, Vinnycja e Systema-Boreks hanno anch'esse cambiato denominazione: la prima è diventata nuovamente Nyva Vinnycja, la seconda è stata rinominata in Boreks-Borysfen Borodjanka.

### Formula
Le diciotto squadre si affrontano due volte, per un totale di trentaquattro giornate. Le prime due classificate vengono promosse in Vyšča Liha. 
Le ultime tre classificate retrocedono in Druha Liha.

## Classifica finale
|  | Pos. | Squadra                    | Pt | G  | V  | N  | P  | GF | GS | DR  |
|  | ---- | -------------------------- | -- | -- | -- | -- | -- | -- | -- | --- |
|  | 1.   | Zakarpattja                | 70 | 34 | 22 | 4  | 8  | 49 | 27 | +22 |
|  | 2.   | Metalist                   | 66 | 34 | 19 | 9  | 6  | 51 | 24 | +27 |
|  | 3.   | Naftovyk-Ukrnafta          | 62 | 34 | 17 | 11 | 6  | 52 | 33 | +19 |
|  | 4.   | Dinamo-2 Kiev              | 59 | 34 | 18 | 5  | 11 | 65 | 35 | +30 |
|  | 5.   | Stal' Alčevs'k             | 58 | 34 | 17 | 7  | 10 | 45 | 27 | +18 |
|  | 6.   | Spartak Ivano-Frankivs'k   | 55 | 34 | 15 | 10 | 9  | 42 | 38 | +4  |
|  | 7.   | Arsenal Charkiv            | 52 | 34 | 15 | 7  | 12 | 41 | 40 | +1  |
|  | 8.   | Nyva Vinnycja              | 52 | 34 | 14 | 10 | 10 | 34 | 24 | +10 |
|  | 9.   | Spartak Sumy               | 46 | 34 | 11 | 13 | 10 | 40 | 41 | -1  |
|  | 10.  | Šachtar-2                  | 44 | 34 | 12 | 8  | 14 | 43 | 43 | 0   |
|  | 11.  | CSKA Kiev                  | 42 | 34 | 12 | 6  | 16 | 29 | 39 | -10 |
|  | 12.  | Mykolaïv                   | 42 | 34 | 11 | 9  | 14 | 31 | 31 | 0   |
|  | 13.  | Krasyliv-Obolon'           | 40 | 34 | 10 | 10 | 14 | 35 | 54 | -19 |
|  | 14.  | Nafkom-Akademija Irpin     | 38 | 34 | 9  | 11 | 14 | 35 | 43 | -8  |
|  | 15.  | Zorja                      | 37 | 34 | 8  | 13 | 13 | 28 | 42 | -14 |
|  | 16.  | Karpaty-2                  | 33 | 34 | 8  | 9  | 17 | 37 | 48 | -11 |
|  | 17.  | Boreks-Borysfen Borodjanka | 29 | 34 | 8  | 5  | 21 | 29 | 52 | -23 |
|  | 18.  | Polіssja Žytomyr           | 16 | 34 | 3  | 7  | 24 | 22 | 67 | -45 |

Legenda:
      Promossa in Vyšča Liha 2004-2005
      Retrocessa in Druha Liha 2004-2005
Note:
Tre punti a vittoria, uno a pareggio, zero a sconfitta.